# Amallospora
Amallospora är ett släkte av svampar. Amallospora ingår i divisionen sporsäcksvampar och riket svampar.